# Antepipona nicotrae
Antepipona nicotrae är en stekelart som beskrevs av Giordani Soika 1985. Antepipona nicotrae ingår i släktet Antepipona och familjen Eumenidae. Inga underarter finns listade i Catalogue of Life.